# Evarcha kirghisica
Evarcha kirghisica là một loài nhện trong họ Salticidae.
Loài này thuộc chi Evarcha. Evarcha kirghisica được Rakov miêu tả năm 1997.